# Saint-Victurnien
Saint-Victurnien (en occitano Sent Vartunian) es una población y comuna francesa, situada en la región de Lemosín, departamento de Alto Vienne, en el distrito de Rochechouart y cantón de Saint-Junien-Est.

## Demografía
| 1357 | 1190 | 1210 | 1259 | 1447 | 1458 | 1652 |
| Para los censos de 1962 a 1999 la población legal corresponde a la población sin duplicidades (Fuente: INSEE [Consultar]) |      |      |      |      |      |      |